# Juan Miguel Pozo

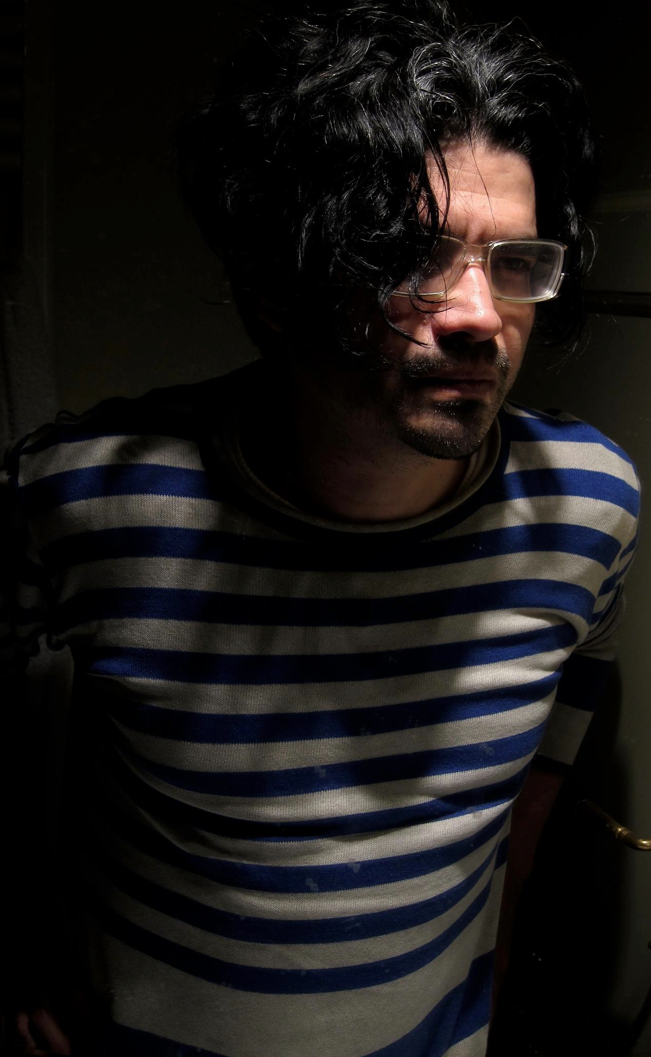
Juan Miguel Pozo

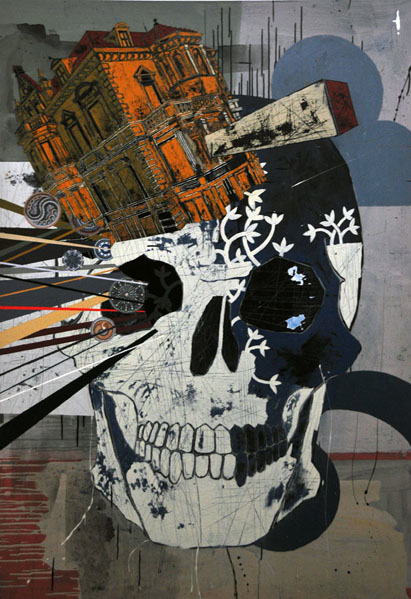
Kopf

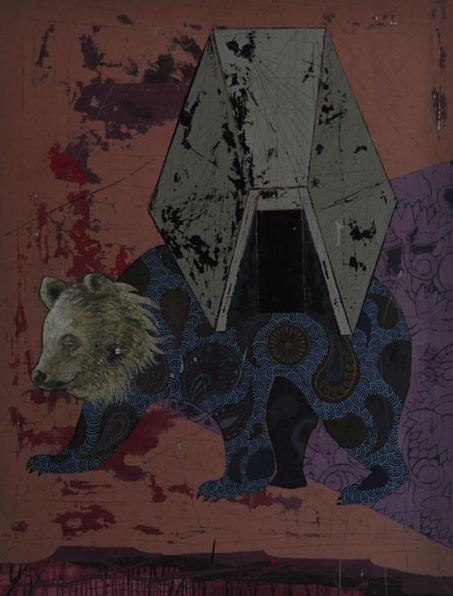
Bunker

Juan Miguel Pozo Cruz (* 4. Oktober 1967 in Banes, Kuba) ist ein kubanischer Maler, der in Deutschland lebt.

## Leben
Juan Miguel Pozo Cruz wurde 1967 im kubanischen Banes geboren. Als er noch ein Kind war, zogen seine Eltern nach Isla de Pinos, später dann in die Großstadt  Havanna um. Dort begann er ein Kunststudium an der Universität von Havanna. Hier entwickelte er seinen eigenen künstlerischen Stil, der sich mit den Landschaften Kubas, aber vor allem den Straßen von Havanna befasst. Anfänglich präsentierte er seine Gemälde auf den Straßen in der Nähe der Kathedrale von Havanna.
1994 entdeckte ihn dort ein Journalist der ihm persönlich bekannte Künstler wie Konrad Klapheck auf den kubanischen Maler aufmerksam machte; die Künstler setzten sich daraufhin dafür ein, dass Pozo ein Stipendium an der Kunstakademie Düsseldorf erhielt. Zuerst lebte Pozo in Düsseldorf, später in Wiesbaden, dann eine Zeitlang in Barcelona und seit 2003 in Berlin.
Als er die Musikgruppe Böhse Onkelz kennenlernte, begeisterten sich die Musiker für seine Malerei. Pozo wurde mit Titelgestaltung des Albums "Adios" beauftragt und führte auch die Regie bei allen Videoclips, die zu diesem Album gemacht wurden. Die Platte erzielte einen Platinerfolg, und Pozo wurde für seine Mitarbeit auch eine Platinplatte überreicht. Er arbeitete auch als Kurator bei vielen Gemäldeausstellungen in Deutschland.

## Werk
Pozo nutzt vor allem politische Propaganda und urbane Elemente in seinem Werk. Diese Stilelemente sind der Neo-Popart entliehen. Weitere in sein Werk einfließende Stilelemente sind von ihm selbst als vergessene Erinnerungen bezeichnete kleine Örtlichkeiten oder auch Insekten und Bauruinen.
Havanna, Berlin und Madrid sind die Haupt-Szenarien seiner Gemälde geworden und er fängt malerisch diese Metropolen und ihre industrielle Vergangenheit ein. Auf der stilistischen Ebene vermengt er durch einen visuellen Prozess die politische Propaganda mit der totalitären Grafik. In seinen Gemälden tauchen daher auch immer wieder Kinder auf, da diese am einfachsten von totalitären Regimen mit ihrer politischen Propaganda zu beeinflussen sind.
Sein Stil ist eine Mischung aus Neuer Leipziger Schule, berlinerischer Ästhetik und seiner kubanischen Natur.